# Ставок (Шепетівський район)
Ставо́к — село в Україні, у Ямпільській селищній громаді Шепетівського району Хмельницької області. Населення становить 184 осіб.

## Населення
Населення села за переписом 2001 року становило 184 особи, в 2011 році — 142 особи.

### Мова
Розподіл населення за рідною мовою за даними перепису 2001 року:
| Мова       | Кількість | Відсоток |
| ---------- | --------- | -------- |
| українська | 184       | 100%     |

## Географія
Село Ставок розташоване на горбистих ландшафтах обабіч якого протікає річка Горинь, біля крейдових кар'єрів та рівнинних полів.

## Історія
Село було засновано зі встановленням більшовицької влади в Україні. Населення складалось виключно з переселенців з сусіднього села В'язовець. Будівництво нового поселення за вказівкою радянської влади здійснювалось з матеріалів панського маєтку — фільварку, що знаходився неподалік від села В'язовець i був поспішно залишений польським паном.
Етно-соціальний склад населення села Ставок за радянської доби складали українські та польсько-українські (змішані) сім'ї які не підпадали під депортацію, оскільки діти в таких сім'ях надалі реєструвались (записувались) як українці.
У селі Ставок в радянський період існував дитячий садок. Середні та старші класи учні закінчували в сусідньому селі В'язовець. З 2005 року учнів в В'язовецьку школу відвозить шкільний автобус. Остільки село було засноване радянською владою в роки релігійних гонінь та знищення храмів, в селі не було споруджено церкви за весь період існування. 
Назва села «Ставок» походить від штучного ставу в центрі села.